# Saggio sulle rivoluzioni
Il Saggio sulle rivoluzioni (Essai sur les révolutions) è stato pubblicato nel 1797. In esso Chateaubriand mette in risalto i rapporti tra le rivoluzioni antiche e quella francese.

## Edizioni in italiano
- Francois-René de Chateaubriand, Saggio sulle rivoluzioni, traduzione di Edi Pasini, introduzione di Franco Cardini, Medusa, Milano 2006